# Ваальсдорпервлакте

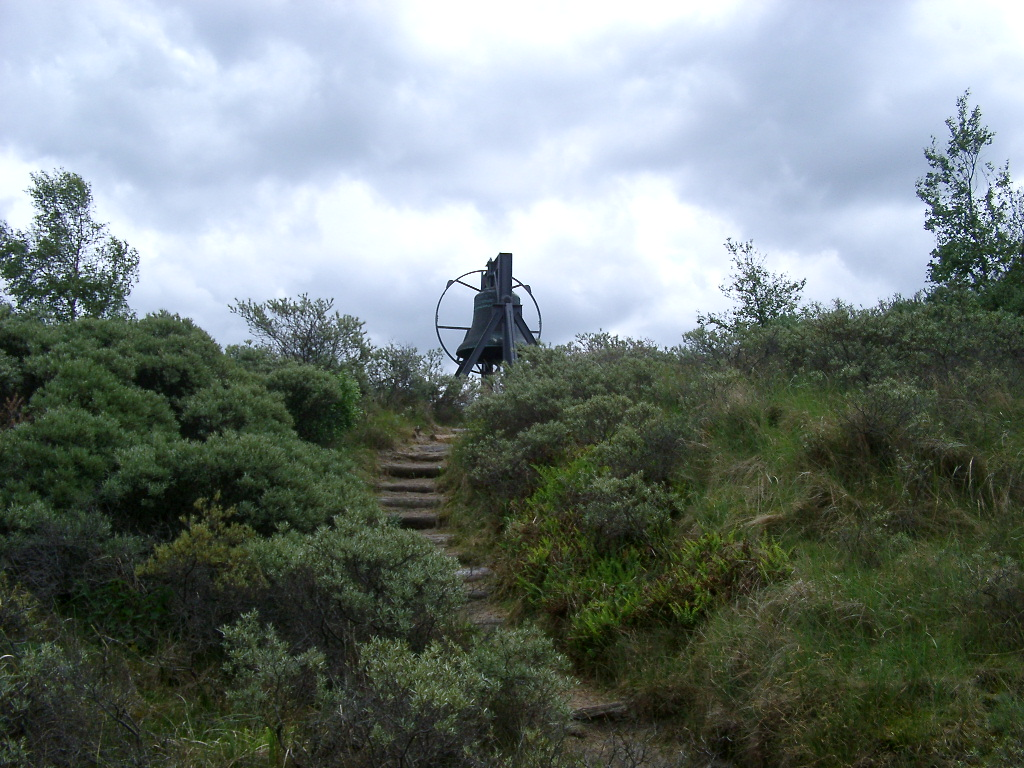
Дзвін на Ваальсдорпервлакті (використовується під час пам'ятних заходів)

Waalsdorpervlakte (нід. вимова: [ʋaːlzdɔrpərˈvlɑktə]) — відкрите місце в районі дюн «Мейендел» (Гаага, Нідерланди), яке відоме тим, що під час Другої світової війни німці вбили від 250 до 280 учасників голландського руху опору.  Після звільнення Нідерландів на цьому місці були страчені нацистські колабораціоністи.  Антон Муссерт, лідер націонал-соціалістичного руху в Нідерландів, був страчений в цьому місті 7 травня 1946 року. 
Це одна з головних локацій, де 4 травня проводиться щорічне вшанування пам’яті жертв Другої світової та інших жертв війни «Поминання за загиблими». 

## Зовнішні посилання
- Офіційний веб-сайт пам’ятного центру Waalsdorpervlakte